# Romson
Romson är en svensk släkt från Mora socken i Dalarna. Släktens stamfader är Rombo Anders Matsson, född 1832 i Mora, som var hemmansägare i Östnor, Mora. Han var gift med Anna Andersdotter.

## Kända medlemmar och deras inbördes släktskap
Rombo Anders Matsson (född 1832), hemmansägare
- Anders Romson (1857–1920), byggmästare
  - Anna Romson (1884–1972), gift med Anders Olsson i Mora[1]
  - Karl Romson (1885–1958), ingenjör
    - Rolf Romson (1916–1998), jurist[2]
    - Björn Romson (1919–2007), överingenjör[3]
- Erik Romson (1860–1937), jordbrukare
  - Svea Romson (1895–1975), gift med fotografen Karl Lärka
  - Erik Gunnar Romson (1897–1986), civilingenjör
    - Bo Romson (född 1943)
      - Lukas Romson (född 1969), politiker, skribent och jämlikhetskonsult
      - Åsa Romson (född 1972), jur.dr, politiker
- Janne Romson (1873–1956), rektor, präst och författare[4]
  - Berit Romson (1917–2010), gift 1943–1970 med kyrkomusikern Jan Håkan Åberg[5]

### Fotnoter
1. ↑  Olsson, Anders, redaktör, Mora-Noret i Vem är det / Svensk biografisk handbok / 1969 / 
s 739.
2. ↑  ROMSON, ROLF, förste sekreterare, Sthlm i Vem är Vem? / Stor-Stockholm 1962 / s 1098.
3. ↑  ROMSON, BJÖRN, överingenjör, Danderyd i Vem är Vem? / Stor-Stockholm 1962 / s 1097.
4. ↑  Janne Romson på Libris
5. ↑  ÅBERG, JAN HÅKAN, musikdirektör, Linköping i Vem är Vem? / Götaland utom Skåne, Halland, Blekinge 1965 / s 1157.

### Övriga källor
- Sveriges befolkning 1880, CD-ROM, Version 1.00, Riksarkivet/SVAR (2010).
- Sveriges befolkning 1900, CD-ROM, Version 1.02, Sveriges Släktforskarförbund/SVAR (2006).
- Sveriges befolkning 1970, CD-ROM, Version 1.04, Sveriges Släktforskarförbund (2002).
- Sveriges befolkning 1980, CD-ROM, Version 1.02, Sveriges Släktforskarförbund (2004).
- Sveriges befolkning 1990, CD-ROM, Version 1.00, Riksarkivet (2011).
- Sveriges Dödbok 1901–2009, DVD-ROM, Version 5.00, Sveriges Släktforskarförbund (2010).
- Begravda i Sverige, CD-ROM, Version 1.00, Sveriges Släktforskarförbund.